# Női 100 méteres pillangóúszás a 2015. évi nyári európai ifjúsági olimpiai fesztiválon
A 2015. évi nyári európai ifjúsági olimpiai fesztiválon az úszás női 100 méteres pillangóúszás versenyeit július 30. és július 31. között rendezték a Tbilisziben.

## Rekordok
A versenyt megelőzően a következő rekordok voltak érvényben:
| EYOF rekord | Aleksandra Chesnokova (Oroszország) | 1:00.53 | Utrecht, Hollandia | 2013 |

## Előfutamok
Az összesített eredmények alapján a legjobb időeredménnyel rendelkező 16 úszó jutott az elődöntőbe. Az elődöntőben egy nemzet csak egy versenyzővel képviseltethette magát.
| H  | Név                          | Nemzet              | E       | Mj |
| -- | ---------------------------- | ------------------- | ------- | -- |
| 1  | Ellene Walsh                 | Írország            | 1:02.04 | Q  |
| 2  | Barócsai Petra               | Magyarország        | 1:02.53 | Q  |
| 3  | Caitlin Elizabeth Hubbard    | Egyesült Királyság  | 1:02.92 | Q  |
| 4  | Bíró Lili                    | Magyarország        | 1:03.07 |    |
| 5  | Charissa Jochems             | Belgium             | 1:03.14 | Q  |
| 6  | Emily Louise Large           | Egyesült Királyság  | 1:03.67 |    |
| 7  | Julia Pujadas Rusinol        | Spanyolország       | 1:04.07 | Q  |
| 8  | Aleksandra Denisenko         | Oroszország         | 1:04.08 | Q  |
| 9  | Zehra-Duru Bilgin            | Törökország         | 1:04.20 | Q  |
| 10 | Barbara Mazurkiewicz         | Lengyelország       | 1:04.24 | Q  |
| 11 | Vilma Oura                   | Finnország          | 1:04.48 | Q  |
| 12 | Aurora Birro                 | Olaszország         | 1:04.68 | Q  |
| 13 | Franziska Ruttenstock        | Ausztria            | 1:04.69 | Q  |
| 13 | Jade Ashleigh Foelske        | Németország         | 1:04.69 | Q  |
| 15 | Pika Perenic                 | Szlovénia           | 1:04.74 | Q  |
| 16 | Laura Munoz Perera           | Spanyolország       | 1:04.79 |    |
| 17 | Chefanja Nunes               | Hollandia           | 1:05.18 | Q  |
| 18 | Megan Buriassi               | Olaszország         | 1:05.25 |    |
| 19 | Sharon Laura Marcoli Marcoli | Svájc               | 1:05.32 | Q  |
| 20 | Georgia Chrysanthakopoulou   | Görögország         | 1:05.47 | Q  |
| 21 | Rebecca Reid                 | Írország            | 1:05.59 |    |
| 22 | Ana Margarida Guedes         | Portugália          | 1:05.63 | T1 |
| 23 | Lorena Jerebic               | Horvátország        | 1:05.72 | T2 |
| 24 | Claire Verkijk               | Hollandia           | 1:05.81 |    |
| 25 | Ilona Maide                  | Észtország          | 1:06.12 |    |
| 26 | Jasminne Anne Marie Ivan     | Románia             | 1:06.22 |    |
| 27 | Kamelia Gradinarska          | Svédország          | 1:06.33 |    |
| 28 | Cristina Lucia Giurca        | Románia             | 1:06.52 |    |
| 29 | Zuzanna Anna Trambowicz      | Lengyelország       | 1:06.70 |    |
| 30 | Yara Sophie Hierath          | Németország         | 1:06.91 |    |
| 31 | May Lowy                     | Izrael              | 1:06.96 |    |
| 32 | Astrid Julie Halvorsen       | Norvégia            | 1:07.06 |    |
| 33 | Elena Guttmann               | Ausztria            | 1:07.29 |    |
| 34 | Darya Belmach                | Fehéroroszország    | 1:07.42 |    |
| 35 | Emina Pasukan                | Bosznia-Hercegovina | 1:08.33 |    |
| 36 | Rusudan Goginashvili         | Grúzia              | 1:08.61 |    |
| 37 | Meret Anna Walt              | Svájc               | 1:09.04 |    |
| 38 | Victoria Ylva Aberg          | Svédország          | 1:09.95 |    |
| 39 | Ana Janevska                 | Észak-Macedónia     | 1:10.46 |    |
| 40 | Sini Silvennoinen            | Finnország          | 1:10.99 |    |
| 41 | Anna Andryushenko            | Azerbajdzsán        | 1:12.20 |    |
| 42 | Sofia Ivanova                | Bulgária            | 1:12.86 |    |
| 43 | Marine Le Berrigaud          | Monaco              | 1:13.57 |    |
| -  | Tereza Polcarova             | Csehország          |         | DQ |

## Elődöntők
Az összesített eredmények alapján a legjobb időeredménnyel rendelkező 8 úszó jutott a döntőbe. A döntőben egy nemzet csak egy versenyzővel képviseltethette magát.
| H  | Név                          | Nemzet             | E       | Mj |
| -- | ---------------------------- | ------------------ | ------- | -- |
| 1  | Ellene Walsh                 | Írország           | 1:01.72 | Q  |
| 2  | Barócsai Petra               | Magyarország       | 1:02.38 | Q  |
| 3  | Zehra-Duru Bilgin            | Törökország        | 1:02.95 | Q  |
| 4  | Caitlin Elizabeth Hubbard    | Egyesült Királyság | 1:03.22 | Q  |
| 5  | Aleksandra Denisenko         | Oroszország        | 1:03.44 | Q  |
| 6  | Charissa Jochems             | Belgium            | 1:03.61 | Q  |
| 7  | Jade Ashleigh Foelske        | Németország        | 1:03.65 | Q  |
| 8  | Barbara Mazurkiewicz         | Lengyelország      | 1:03.70 | Q  |
| 9  | Julia Pujadas Rusinol        | Spanyolország      | 1:04.30 | T1 |
| 10 | Sharon Laura Marcoli Marcoli | Svájc              | 1:04:57 | T2 |
| 11 | Pika Perenic                 | Szlovénia          | 1:04.70 |    |
| 12 | Aurora Birro                 | Olaszország        | 1:04.81 |    |
| 13 | Chefanja Nunes               | Hollandia          | 1:04.93 |    |
| 14 | Franziska Ruttenstock        | Ausztria           | 1:05.00 |    |
| 15 | Vilma Oura                   | Finnország         | 1:05.95 |    |
| 16 | Georgia Chrysanthakopoulou   | Görögország        | 1:06.13 |    |

## Döntő
| H     | Név                       | Nemzet             | E       | Mj |
| ----- | ------------------------- | ------------------ | ------- | -- |
| Arany | Barócsai Petra            | Magyarország       | 1:01.46 |    |
| Ezüst | Ellene Walsh              | Írország           | 1:02.17 |    |
| Bronz | Charissa Jochems          | Belgium            | 1:02.44 |    |
| 4     | Zehra-Duru Bilgin         | Törökország        | 1:02.75 |    |
| 5     | Caitlin Elizabeth Hubbard | Egyesült Királyság | 1:02.90 |    |
| 6     | Aleksandra Denisenko      | Oroszország        | 1:03.00 |    |
| 7     | Barbara Mazurkiewicz      | Lengyelország      | 1:04.26 |    |
| 8     | Jade Ashleigh Foelske     | Németország        | 1:04.29 |    |